# Goetheana
Goetheana is een geslacht van vliesvleugeligen uit de familie Eulophidae. De wetenschappelijke naam van dit geslacht is voor het eerst geldig gepubliceerd in 1920 door Alexandre Arsène Girault.

## Soorten
Het geslacht Goetheana omvat de volgende soorten:
- Goetheana incerta Annecke, 1962
- Goetheana pushkini Triapitsyn, 2005
- Goetheana rabelaisi Triapitsyn, 2005
- Goetheana shakespearei Girault, 1920